# جيني كينغ
جيني كينغ (بالإنجليزية: Jennie King)‏ هي لاعبة كرة الريشة أيرلندية، ولدت في 28 فبراير 1986 في دبلن في جمهورية أيرلندا.

## وصلات خارجية
- جيني كينغ على موقع BWF.tournamentsoftware.com (الإنجليزية)
- جيني كينغ على موقع BWFbadminton.com (الإنجليزية)